# Дан Шомрон
Дан Шомрон (івр. דן שומרון; 5 серпня 1937 — 26 лютого 2008) — тринадцятий начальник Генерального штабу Армії оборони Ізраїлю.
Під час шестиденної війни Шомрон командував єгипетським фронтом і першим досяг під час боїв Суецького каналу. За це він був нагороджений медаллю «За відзнаку».
У 1974 р. Дан Шомрон був призначений Головним офіцером піхотних та десантних військ, очоливши при цьому новостворену особливу дивізію «Ха-Еш». На цій посаді в 1976 році він керував операцією «Ентеббе» зі звільнення заручників, захоплених палестинськими терористами. У 1978 р. Дан Шомрон також займався ліквідацією ізраїльських поселень та військових баз на Синайському півострові в рамках Кемп-Девідської угоди з Єгиптом.
У 1983 р. Дан Шомрон був призначений командувачем сухопутних військ (піхота, танкові частини, артилерія та інженерні війська).
У віці 50 років, 1987 р. Дан Шомрон став тринадцятим начальником Генерального штабу. Цю посаду він обіймав до 1991 р., коли його змінив на цій посаді Ехуд Барак.
Після відставки Дан Шомрон працював керівником Військової промисловості (івр. ‏תעשייה צבאית‏‎).
Дан Шомрон помер 26 лютого 2008 р. після перенесеного за 2 тижні до цього інсульту.